# Saison 2018 de l'équipe cycliste Rally
La saison 2018 de l'équipe cycliste Rally est la douzième de cette équipe.

## Préparation de la saison 2018

### Sponsors et financement de l'équipe
Les équipes masculine et féminine Rally sont la propriété de la société de management sportif Circuit Sport, basée à Minneapolis et dirigée par Charles Aaron. Elles portent le nom de leur principal sponsor depuis 2016, Rally Health, une plateforme en ligne de programmes de santé qui appartient à Optum, ancien sponsor principal de l'équipe.
Le maillot des deux équipes, orange, est fourni par l'entreprise Borah Teamwear.

### Arrivées et départs
Cinq coureurs présents en 2017 quittent l'équipe, et cinq autres sont recrutés à l'intersaison. Sepp Kuss est engagé par l'équipe World Tour Lotto NL-Jumbo et Curtis White par Jelly Belly-Maxxis. Thomas Soladay met fin à sa carrière de coureur mais reste au sein de l'équipe en tant que directeur de la communication. Pierrick Naud arrête également sa carrière.
| Arrivées        | Équipe 2017                           |
| --------------- | ------------------------------------- |
| Ryan Anderson   | Direct Énergie                        |
| Robin Carpenter | Holowesko-Citadel-Hincapie Sportswear |
| Nigel Ellsay    | Silber                                |
| Tyler Magner    | Holowesko-Citadel-Hincapie Sportswear |
| Kyle Murphy     | Cylance                               |

| Départs        | Équipe 2018        |
| -------------- | ------------------ |
| Shane Kline    |                    |
| Sepp Kuss      | Lotto NL-Jumbo     |
| Pierrick Naud  | retraite           |
| Thomas Soladay | retraite           |
| Curtis White   | Jelly Belly-Maxxis |

## Coureurs et encadrement technique

### Effectif
| Cycliste             | Date de naissance | Nationalité | Équipe 2017                           |  |
| -------------------- | ----------------- | ----------- | ------------------------------------- |  |
| Ryan Anderson        | 22 juillet 1987   | Canada      | Direct Énergie                        |  |
| Jesse Anthony        | 12 juin 1985      | États-Unis  | Rally                                 |  |
| Rob Britton          | 22 septembre 1984 | Canada      | Rally                                 |  |
| Robin Carpenter      | 20 juin 1992      | États-Unis  | Holowesko-Citadel-Hincapie Sportswear |  |
| Matteo Dal-Cin       | 14 janvier 1991   | Canada      | Rally                                 |  |
| Adam de Vos          | 21 octobre 1993   | Canada      | Rally                                 |  |
| Nigel Ellsay         | 30 avril 1994     | Canada      | Silber                                |  |
| Charles Bradley Huff | 5 février 1979    | États-Unis  | Rally                                 |  |
| Evan Huffman         | 7 janvier 1990    | États-Unis  | Rally                                 |  |
| Colin Joyce          | 6 août 1994       | États-Unis  | Rally                                 |  |
| Tyler Magner         | 3 mai 1991        | États-Unis  | Holowesko-Citadel-Hincapie Sportswear |  |
| Brandon McNulty      | 2 avril 1998      | États-Unis  | Rally                                 |  |
| Kyle Murphy          | 5 octobre 1991    | États-Unis  | Cylance                               |  |
| Emerson Oronte       | 29 janvier 1990   | États-Unis  | Rally                                 |  |
| Danny Pate           | 24 mars 1979      | États-Unis  | Rally                                 |  |
| Eric Young           | 26 février 1989   | États-Unis  | Rally                                 |  |

### Encadrement
Les équipes Rally sont dirigées par Jacob Erker. L'équipe masculine a pour directeurs sportifs Jonathan Patrick McCarty et Eric Wohlberg.

## Bilan de la saison

### Victoires
| Date       | Course                                 | Pays       | Classe | Vainqueur   |
| ---------- | -------------------------------------- | ---------- | ------ | ----------- |
| 20/03/2018 | 3e étape du Tour de Langkawi           | Malaisie   | 2.HC   | Adam De Vos |
| 22/04/2018 | Classement général du Tour of the Gila | États-Unis | 2.2    | Rob Britton |
| 8/07/2018  | Delta Road Race                        | États-Unis | 1.2    | Adam De Vos |

### Résultats sur les courses majeures
Les tableaux suivants représentent les résultats de l'équipe dans les principales courses du calendrier international dans lesquelles l'équipe bénéficie d'une invitation (les cinq classiques majeures et les trois grands tours). Pour chaque épreuve est indiqué le meilleur coureur de l'équipe, son classement ainsi que les accessits glanés par Rally sur les courses de trois semaines.

#### Classiques
| Classique            | Milan-San Remo | Tour des Flandres | Paris-Roubaix | Liège-Bastogne-Liège | Tour de Lombardie |
| -------------------- | -------------- | ----------------- | ------------- | -------------------- | ----------------- |
| Coureur (classement) |                |                   |               |                      |                   |

#### Grands tours
| Grand tour           | Tour d'Italie | Tour de France | Tour d'Espagne |
| -------------------- | ------------- | -------------- | -------------- |
| Coureur (classement) |               |                |                |
| Accessits            | -             | -              | -              |